# Пауза (музика)
Пауза в музиката се нарича периодът на мълчание или тишина, който разграничава отделните звукови периоди (особено между отделни части от произведението). Обозначава се в музикалната нотация със специални знаци.
При изпълнителското изкуство паузите имат точно фиксирана продължителност, неспазването на която би довела до разрушаване на ритъма, темпото и логичното развитие на музикалното произведение.
Паузите се записват на петолиние. За пръв път петолинието в днешния си вид е било използвано още през 11 век.
Ако целят състав трябва да прекъсне за известно време, тогава се използва така наречената генерал-пауза.
В крайна степен мълчанието е използвано в произведението на американския композитор на класическа постмодерна музика Джон Кейдж 4′33″, в което за изпълнителя са изписани само паузи.

## Паузи според времетраенето
Така, както за всеки тон, звук или шум в музиката има писмен знак, наречен нота, така и за паузите има съответен знак, носещ същото название – пауза. Паузите и съответните им ноти, според своето времетраене, биват:
| Нота | Пауза | Пауза          | Име на нотата и на паузата | Времетраене                      |
| Нота | Знак  | На петолинието | Име на нотата и на паузата | Времетраене                      |
|      |       |                | Осморна                    | {\displaystyle 8}                |
|      |       |                | Четворна                   | {\displaystyle 4}                |
|      |       |                | Двойна                     | {\displaystyle 2}                |
|      |       |                | Цяла                       | {\displaystyle 1}                |
|      |       |                | Половина                   | {\displaystyle {\frac {1}{2}}}   |
|      |       |                | Четвъртина                 | {\displaystyle {\frac {1}{4}}}   |
|      |       |                | Осмина                     | {\displaystyle {\frac {1}{8}}}   |
|      |       |                | Шестнадесетина             | {\displaystyle {\frac {1}{16}}}  |
|      |       |                | Тридесет и вторина         | {\displaystyle {\frac {1}{32}}}  |
|      |       |                | Шестдесет и четвъртина     | {\displaystyle {\frac {1}{64}}}  |
|      |       |                | Сто двадесет и осмина      | {\displaystyle {\frac {1}{128}}} |
|      |       |                | Двеста петдесет и шестина  | {\displaystyle {\frac {1}{256}}} |

Като най-кратката единична пауза се смята 256-на пауза, а като най-продължителна единична пауза – осморна пауза.

## Удължаване на пауза
Последователните паузи могат да бъдат свързани с лигатура.
В повечето случаи, когато партията на някой глас или инструмент трябва да прекъсне, се използват няколко паузи или се изписва с числа колко броя тактове трябва да продължи паузата, а не само една доста продължителна.